# Banco Santander Argentina
O Banco Santander Argentina, anteriormente conhecido como Banco Río de la Plata e depois Banco Santander Río, é um banco comercial e de serviços financeiros, subsidiária do Banco Santander com sede na Espanha. Com sede na cidade de Buenos Aires, é o primeiro banco privado do país em termos de depósitos e economias. A entidade possui 430 agências, três milhões e meio de clientes, mais de 8.500 funcionários e está presente em vinte e duas províncias e na Cidade Autônoma de Buenos Aires.

## História

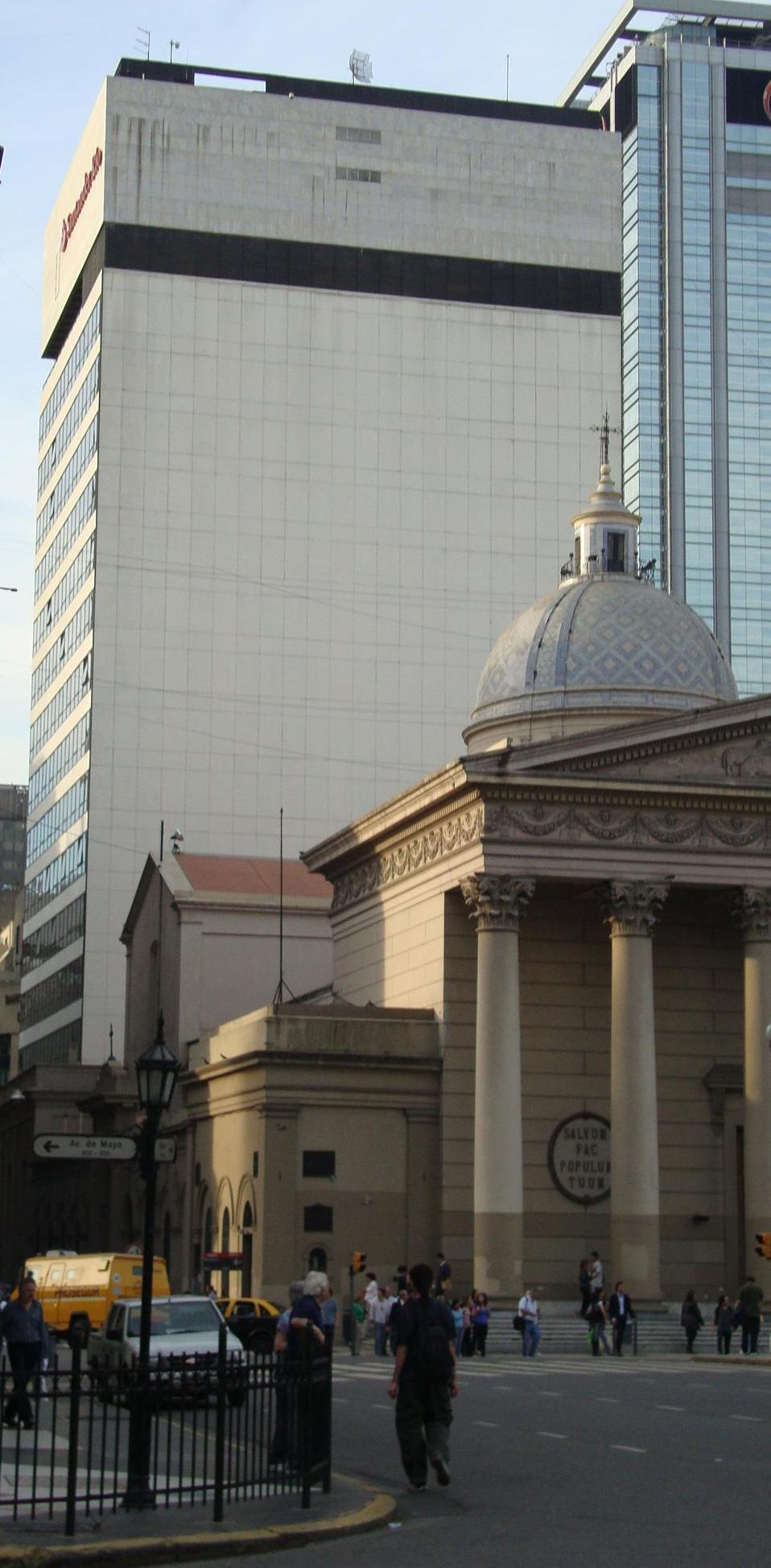
Sede do Santander Argentina, em Buenos Aires

O Banco Río de la Plata, assim chamado devido ao vizinho estuário com o mesmo nome, foi criado em 14 de maio de 1968 através da aquisição do Banco del Este de Pecom, um holding privado de propriedade da família Pérez Companc. Os Pérez Companc haviam se estabelecido no mundo dos negócios argentinos há relativamente pouco tempo, graças ao sucesso da Compañía Naviera Pérez Companc, uma empresa de transporte criada em 1946. Gregorio Pérez Companc, o herdeiro adotivo à frente do conglomerado familiar, comprou o Banco de la Fundación Pérez Companc, que era administrado por sua irmã Alicia, em 1993.
Para Pérez Companc, o Banco Río de la Plata financiou uma série de privatizações durante a presidência de Carlos Menem, como na Telecom Argentina, Ferroexpreso Pampeano, Transener, Transportadora de gas del Sur, entre muitas outras. Finalmente, em maio de 1997, Pérez Companc vendeu uma participação majoritária no banco, 35%, com uma opção de compra para os outros 15%, ao Grupo Santander por 1.100 milhões de dólares, e o banco passou a ser chamado de Banco Río.[carece de fontes?] Sua aquisição mais significativa durante a parceria com o Santander foi a do Banco Tornquist, um dos bancos mais tradicionais da Argentina, que mais tarde vendeu sua participação para o Santander. Pérez Companc vendeu sua participação restante de 5% em fevereiro de 2001 para a Merrill Lynch.

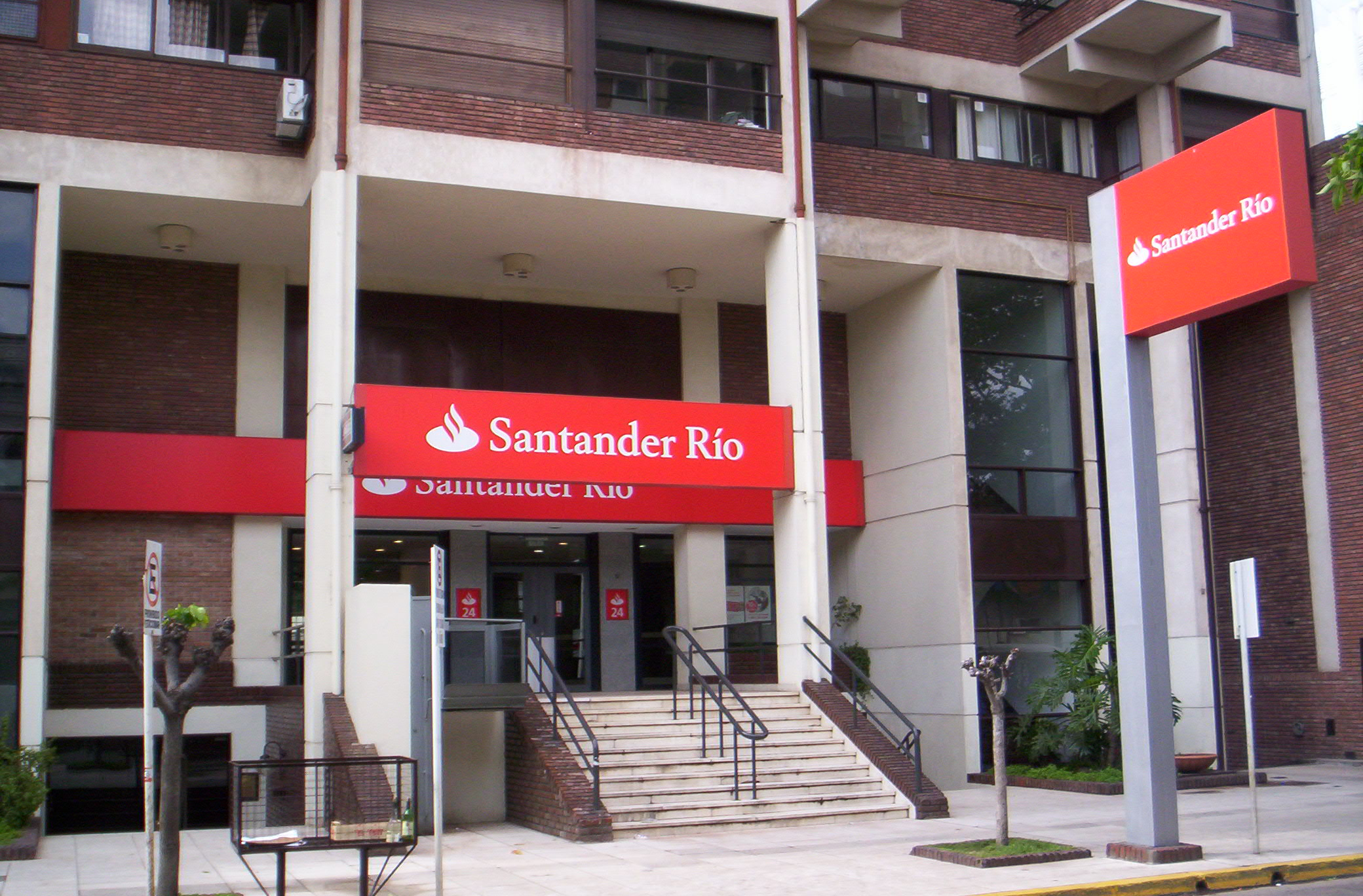
Agência do Banco Santander, em Junín

O Santander na Argentina é uma subsidiária de propriedade majoritária do Grupo Santander através de seu holding ABLASA, detendo 79% de seu capital e 99,3% de suas ações em circulação. Seus serviços incluem banca de varejo, débito e cartões de crédito, empréstimos comerciais e pessoais, hipotecas, depósitos a prazo fixo, transferências de dinheiro e outras operações bancárias de processamento de serviços para empresas e indivíduos, bem como para pequenas e médias empresas. Santander Seguros e Santander Sociedad de Bolsa são braços da entidade. O banco também detém uma participação majoritária na Visa Argentina, nos serviços de transferência GIRE, nos caixas eletrônicos Banelco e Interbanking, bem como uma unidade de banca extraterritorial, entre outros.[carece de fontes?]
O banco, o terceiro maior da Argentina, mantém depósitos de aproximadamente US$ 4.800 milhões (7% do total) e uma carteira de empréstimos de US$ 3.800 milhões, quase 9% do total. O banco opera 262 agências em todo o país e emprega mais de cinco mil pessoas. Sua rede de caixas eletrônicos Banelco, com um total de mais de 1500, é a mais extensa do país. Em 2009, o banco adquiriu o BNP Paribas Argentina, o que lhe permitiu incorporar mais de trinta mil clientes e aproximadamente novecentas empresas à sua carteira, juntamente com dezessete agências.

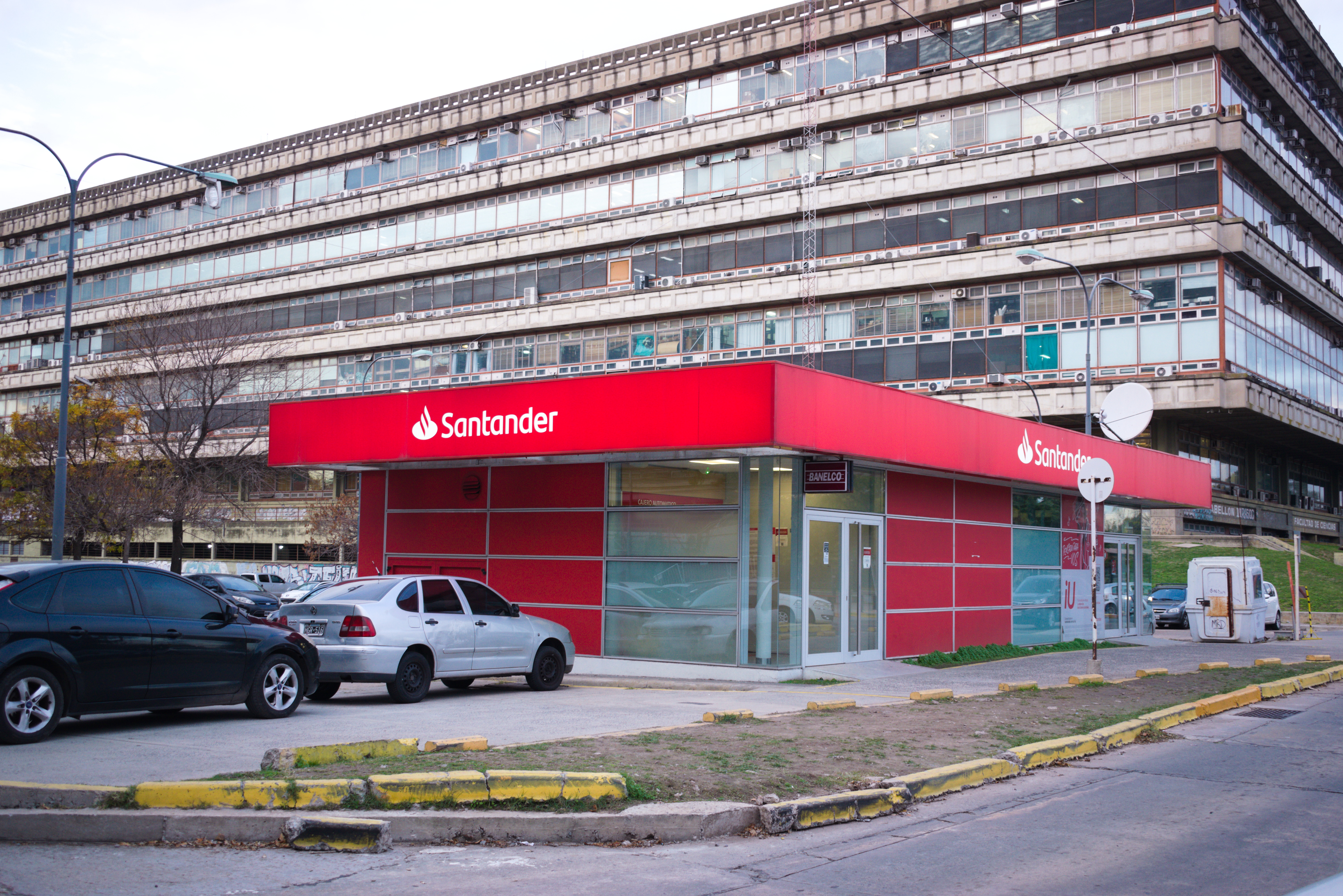
Oficina do Banco Santander na Cidade Universitária de Buenos Aires.

Em março de 2017, o Santander Río concretizou a aquisição da carteira de clientes de varejo do Citibank Argentina, após a empresa americana decidir limitar suas operações apenas à banca corporativa, institucional e para empresas no país sul-americano. Dessa forma, o Santander incorporou quinhentos mil clientes de varejo e setenta agências.
Em junho de 2019, o Santander Río mudou seu nome para Santander. Em outubro de 2021, o banco lançou a versão argentina do Superdigital com o objetivo de aumentar a banca móvel e incorporar potenciais novos clientes desbancarizados ao sistema financeiro. Com isso, a Argentina se tornou o quarto país da América Latina a ter o Superdigital, depois do Brasil, Chile e México.

## Sede

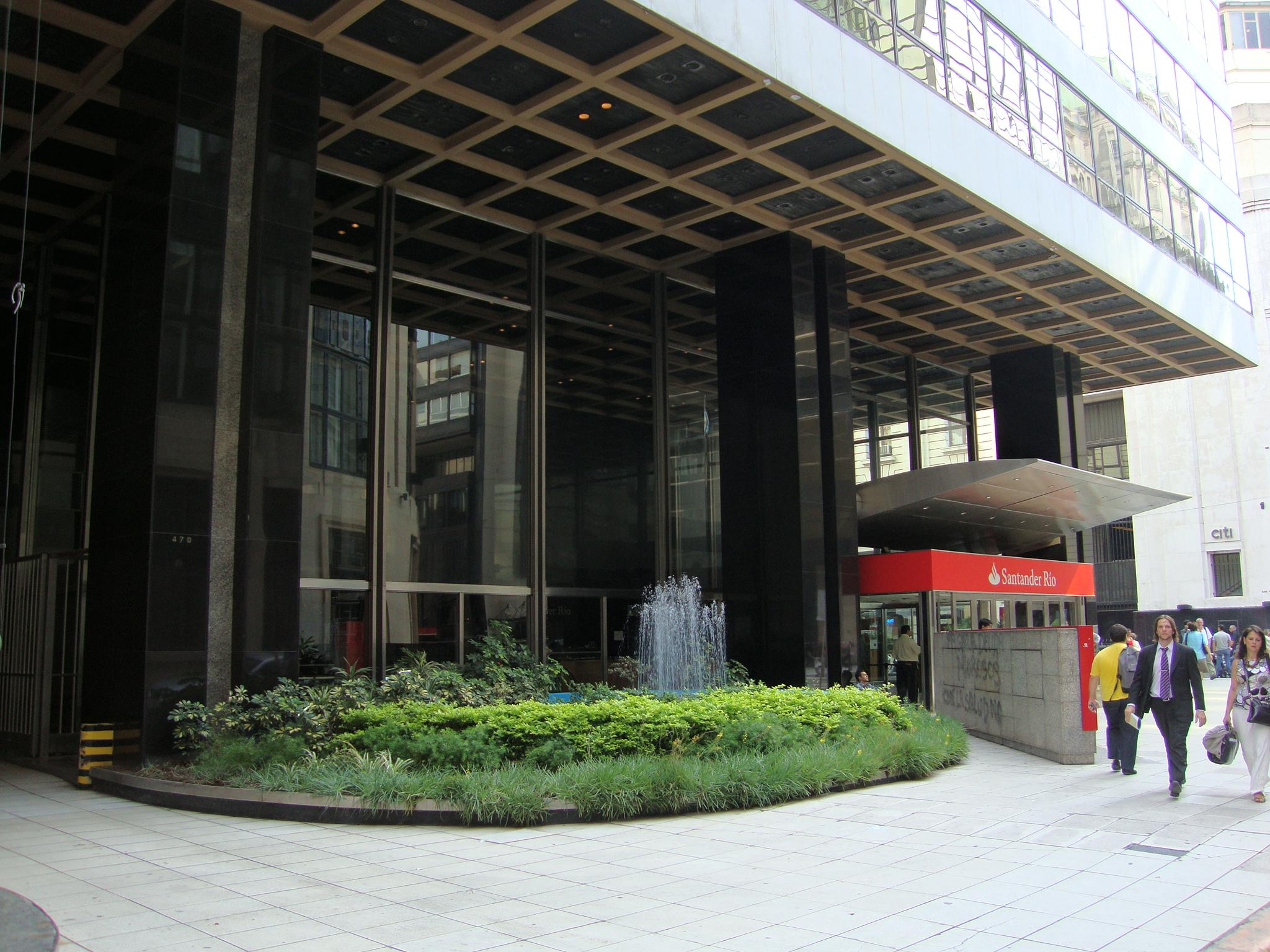
Vista da planta baixa do Edifício Banco Río, sede do Santander Argentina

A sede, o Edificio Banco Santander Argentina, anteriormente conhecido como Edificio Banco Río de la Plata, está localizado no microcentro de Buenos Aires. Foi projetado em 1977 e inaugurado em 1983 para abrigar a sede central do Banco Español del Río de la Plata. Possui quinze andares e uma altura de setenta metros. Com a mudança de nome para Banco Santander, o edifício também teve sua denominação alterada.[carece de fontes?]